# 天鶴座ν
天鶴座ν，又名CD-3914723，HD 212953、SAO 213850、HR 8552，是天鶴座的一颗恒星，视星等为5.47，位于銀經1.71，銀緯-58.04，其B1900.0坐标为赤經22h 22m 47.6s，赤緯-39° -58.04′ 16″。